# Bataille d'Afabet
La bataille d'Afabet est une bataille de la guerre d'indépendance de l'Érythrée livrée du 17 au 20 mars 1988 et lors de laquelle les combattants du Front populaire de libération de l'Érythrée (EPLF) se sont emparés du quartier-général de l'armée éthiopienne à Afabet, dans le nord-est de l'Érythrée.
Bataille décisive du conflit, elle vit la destruction de trois divisions éthiopiennes, qui perdirent près de 18 000 hommes, tués, blessés ou capturés. Trois conseillers militaires soviétiques qui assistaient les Éthiopiens tombèrent également entre les mains des Érythréens, qui s'emparèrent d'un butin considérable, notamment de près de 50 blindés. L'historien britannique Basil Davidson considère qu'il s'agit de la plus grande victoire remportée par un mouvement de libération sur une armée régulière depuis Diên Biên Phu.